# El Universal (Венесуэла)

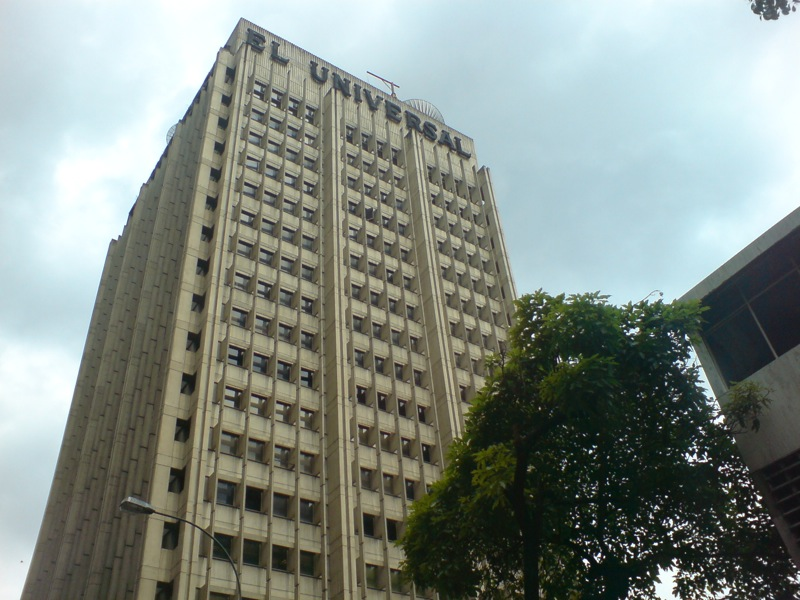
Здание «El Universal», Каракас

«Универсаль» (исп. El Universal) — одна из ведущих венесуэльских газет, штаб-квартира которой расположена в Каракасе. Средний ежедневный тираж газеты составляет около 150 000 экземпляров. Онлайн версия газеты содержит новостные, политические, спортивные, экономические и многие другие материалы.
El Universal была создана в апреле 1909 года в Каракасе венесуэльским поэтом Андресом Матой и его другом Андресом Вигасом. Главным конкурентом и оппонентом газеты служит ежедневный El Nacional.
El Universal получила репутацию оппозиционно настроенной газеты, её редакционная политика придерживается консервативного курса и ориентирована на бизнес-круги, весьма критично относясь к политике бывшего президента Уго Чавеса. Утром 13 апреля 2002 года, когда президент Уго Чавес оказался в заключении во время попытки государственного переворота, газета вышла с заголовком ¡Un Paso Adelante! (Один шаг вперёд!).
«El Universal» входит в Латиноамериканскую ассоциацию периодики (исп. Periódicos Asociados Latinoamericanos), объединяющую ведущие газеты Латинской Америки.
5 июля 2014 года было объявлено о том, что семья Мата после 105 лет владения изданием продало контрольный пакет акций газеты испанской инвестиционной компании «Epalisticia S.L.», созданной с целью приобретения «El Universal».